# Hrvatska na Svjetskom prvenstvu u atletici 2009.
Hrvatska se kao država članica IAAF-a natjecala na Svjetskom prvenstvu u atletici 2009. u Berlinu, od 15. do 23. kolovoza, s pet predstavnika. Zlatno i jedino odličje osvojila je Blanka Vlašić u disciplini skok u vis obranivši naslov svjetske prvakinje iz Osake.

## Osvajači odličja
| Odličje | Atletičar     | Disciplina | Nadnevak     | Rezultat |
| ------- | ------------- | ---------- | ------------ | -------- |
| zlato   | Blanka Vlašić | skok u vis | 20. kolovoza | 2,04 m   |